# ヴァルター・ヴェーファー
ヴァルター・ヴェーファー（ドイツ語: Walther Wever、1887年11月11日 - 1936年6月3日）は、ドイツの陸軍軍人、空軍軍人。ドイツ空軍（ルフトヴァッフェ）草創期の中心人物の一人で、第二次世界大戦前に（実質的な初代として）空軍参謀総長を務めたが、事故死した。最終階級はドイツ国防軍空軍中将。

## 生涯

### 生い立ち
ドイツ帝国を構成するプロイセン王国のポーゼン（現ポーランド・ポズナニ）に生まれる。祖父はプロイセン王国最高検察官を務めたカール・ゲオルク・ヴェーファー、父はベルリン植民銀行頭取を務めたアルノルト・ヴェーファーである。

### 第一次世界大戦
1905年、歩兵士官候補生としてプロイセン陸軍に入隊。第一次世界大戦中は柔軟防御を考案し、日増しに強まる連合軍の圧力から戦線をよく守った。1915年に大尉に昇任するとともにプロイセン参謀本部部員となった。1917年にパウル・フォン・ヒンデンブルク元帥率いる陸軍最高司令部作戦部の参謀（幕僚）に転属となった。
ドイツ皇帝ヴィルヘルム2世が退位を決断した際はその傍近くにあり、流血を避けるためオランダへの亡命を皇帝に勧めた一人であった。またヴァイマル共和政で民主的に選出された権力者に皇帝同様に仕えるべきだと賛成した最初の士官の一人でもあった。

### 戦間期
敗戦後、ヴェーファーはルーデンドルフの副官として、兵務局に勤務した。1919年、ヒンデンブルクの命により元参謀次長エーリッヒ・ルーデンドルフの回顧録を筆記した。
ついで第I軍管区参謀部に転属となったが、1920年にはカップ一揆に遭遇した。さらにバイエルン人以外では初めて第7師団参謀となり、1923年のミュンヘン一揆にも遭遇した。ついで兵務局に復帰し、1931年から陸軍教育部長を務めた。

### ドイツ空軍創設とナチズム
1933年1月30日にヒトラー内閣が発足した。再軍備の動きが加速する中、国防相ブロンベルク大将の提言により国防隊（ドイツ語: Reichswehr）陸軍から、質の高いエリート将校を選抜して新空軍に移籍させ参謀本部を構成するよう取り計らわれた。しかしエリートとは言え空軍での経験は浅く、空軍士官としての能力が陸軍士官としてのそれに比して劣り、航空戦力と国家戦略の関連性についての理解に欠ける者が多い中、ヴェーファーは数少ない例外のひとりであると高く評価された。
同年9月1日、ヴェーファーはドイツ陸軍航空部門(ドイツ語: Luftschutzamt)から移管された新設のドイツ航空省に出向し、航空統帥局長に就任した。ブロンベルク国防相は、参謀総長候補としてヴェーファーとエーリッヒ・フォン・マンシュタインを推薦し、うちヘルマン・ゲーリングによってヴェーファーが選ばれた。ブロンベルクは将来の陸軍参謀総長を失ったと、ヴェーファーの空軍要員選出を惜しんだ。ヴェーファーは空軍創設に熱意を持ち、精力的に勤務した。なお、同年にヴェーファーはパイロット資格を取得した。
一方、ヴェーファー自身は、国家社会主義（ナチズム）を信奉し、アドルフ・ヒトラーの『我が闘争』を熟読していた。同書に影響を受けたヴェーファーは、ドイツ空軍の仮想敵をソビエト連邦に設定する考えを抱いた。
1935年3月の徴兵制復活に伴い、公にドイツ空軍作戦部長に就任した。これは総司令官ゲーリング、航空省次官エアハルト・ミルヒに次ぐ第3位の地位だった。
ジュリオ・ドゥーエにより制空権（航空優勢）や戦略爆撃の重要性が説かれ、以降、1920～30年代は航空戦の基本思想が構想される途上にあった。このような時代背景の中、ヴェーファーは実質的な初代参謀総長として、近代的空軍建設に必要な理念・戦略の礎を築いた。1935年に空軍の公式文書として『航空戦要綱』（ドイツ語: Die Luftkriegsführung）を刊行し、国家目標達成のためのエアパワー及び三軍種間の連携の重要性を示した。同文書の中で、航空優勢の流動性についても言及されていた。
ソ連を対象とした空軍の戦略的運用目的を充たすため、技術局長ヴィルヘルム・ヴィマー大佐の賛同を得つつ、急降下爆撃機や戦闘爆撃機、小型爆撃機のほかにウラル爆撃機計画と名付けた四発爆撃機を開発させた。四発爆撃機の開発にはゲーリングの反対があったが、ヴェーファーは高い調整能力を発揮して、ゲーリングを始めエアハルト・ミルヒやアルベルト・シュペーアらとも上手く協調し、新空軍の黎明期に多大な貢献を果たした。
また1935年にはブロンベルク国防相とともに国防省陸軍大学校の開設を実現し、選抜された士官たちに1年間戦略や戦争経済、政治を学ばせた。

### 事故死と影響

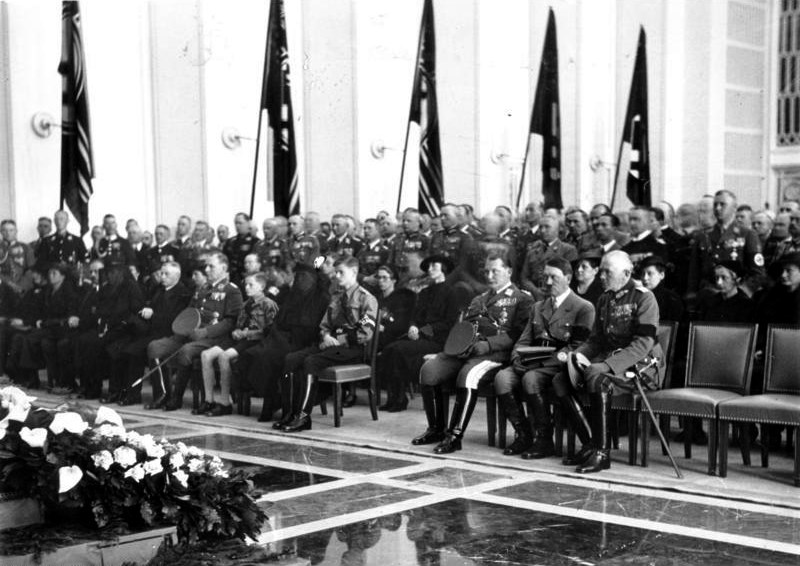
ベルリンで執り行われたヴェーファーの葬儀

1936年6月3日、クロチェ航空士官学校での講話後、首都ベルリンでのカール・リッツマン将軍の葬儀に参列するため帰路を急いだが、自ら操縦桿を握っていたHe 70がドレスデン近郊の飛行場で離陸直後に墜落し、ヴェーファーは殉職した。ヴェーファーの死は、ドイツ空軍に大きな打撃を与えた。
総務局長アルベルト・ケッセルリンクが後任となるが、1937年4月29日に四発爆撃機の開発計画を放棄した。背景には、軍事的には素人である総統ヒトラーが機数優先の方針を打ち出したことがあり、参謀本部第1部長（作戦部長）のパウル・ダイヒマン大佐らの中止反対の意見も通らなかった。また、当時のドイツは技術的に、四発爆撃機に適したエンジンを開発する能力を持たなかった。この結果、第二次世界大戦期において、ドイツは戦略爆撃能力を有することができなかった。
さらに、優れた調整役だったヴェーファーの逝去は、ゲーリング対ミルヒの権力闘争を表面化させ、この結果、参謀総長が短期間での交代を繰り返し、ついにはドイツ空軍の指揮系統が分裂する事態となった。

## 顕彰

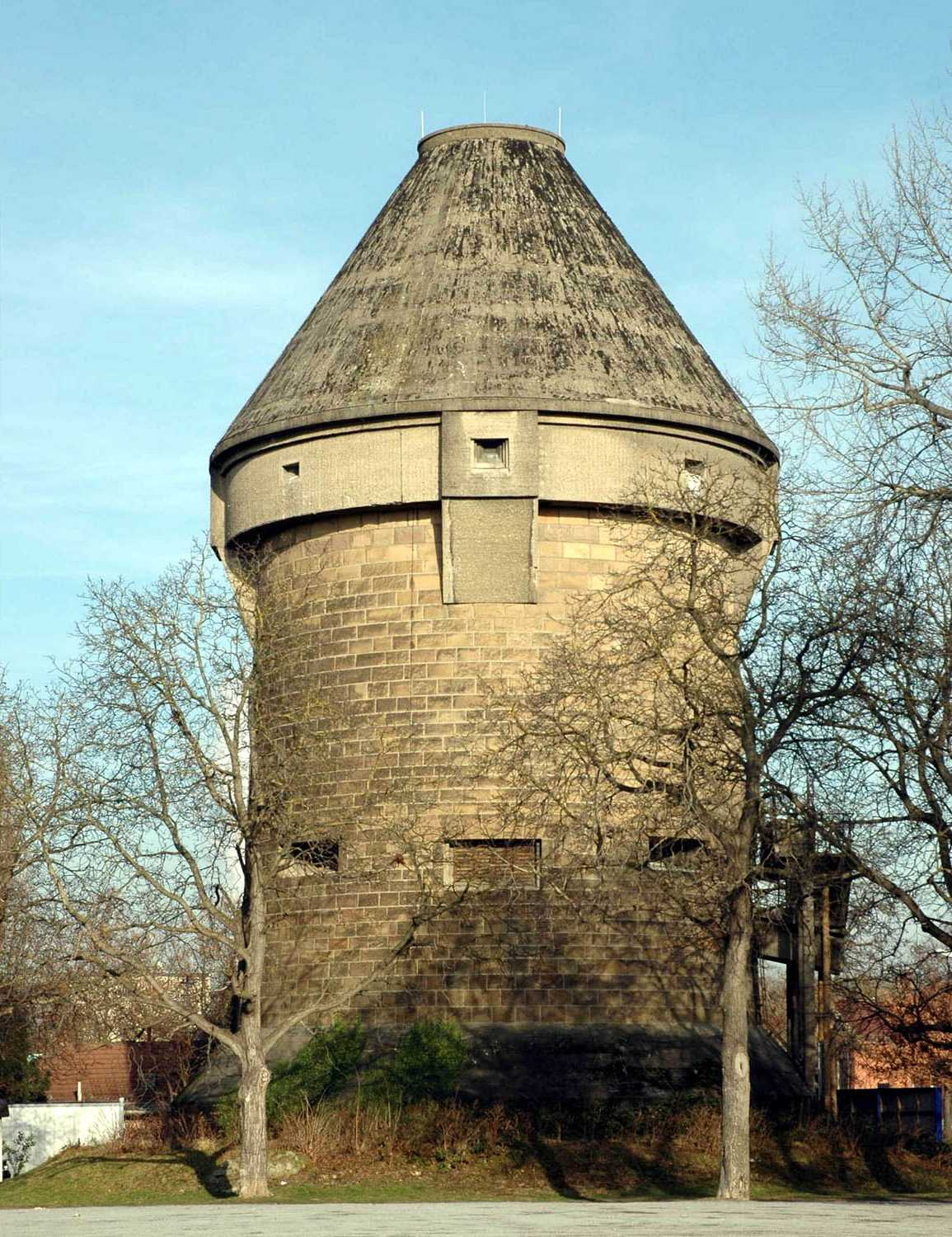
ハイルブロンに残る防空避難施設（ホーホブンカー）「ヴェーファー将軍塔」

1936年6月6日、ゴータの航空戦闘団に「ヴェーファー将軍」の通称が付され、またミュンヘンの兵舎に「ヴェーファー将軍兵舎」の名称が、またポツダム、ライネ、ハイルブロンに建設されたトーチカにヴェーファーの名が冠された。一部のトーチカやヴェーファーの名が冠された通りは現在も残っている。

## 家族
ヴェーファーの2人の息子は共に空軍士官として第二次世界大戦に従軍し、戦闘機パイロットだった次男ヴァルターは1945年4月に騎士鉄十字章を受章したが、敗戦直前に戦死した。